# Palaeorhiza paris
Palaeorhiza paris är en biart som beskrevs av Hirashima och Roberts 1984. Palaeorhiza paris ingår i släktet Palaeorhiza och familjen korttungebin. Inga underarter finns listade i Catalogue of Life.